# Генерал-губернатор Багамских Островов
Генера́л-губерна́тор Содру́жества Бага́мских Острово́в (англ. Governor-General of the Commonwealth of the Bahamas) — представитель монарха Содружества Багамских Островов (в настоящее время король Карл III). Поскольку монарх не может находиться во всех Королевствах Содружества, он назначает представителей для осуществления своих обязанностей в качестве короля Багамских островов. Генерал-губернаторы несут ответственность за назначение премьер-министра, а также других Министров Правительства после консультаций с премьер-министром.

## Список генерал-губернаторов Содружества Багамских Островов
|       | Портрет                             | Имя                                                                       | Вступил в должность | Покинул должность |
| ----- | ----------------------------------- | ------------------------------------------------------------------------- | ------------------- | ----------------- |
| и. о. |                                     | Сэр Джон Уорбертон Пол (1916—2004) англ. John Warburton Paul              | 10 июля 1973        | 31 июля 1973      |
| 1     |                                     | Сэр Майло Боутон Батлер (1906—1979) англ. Milo Boughton Butler            | 31 июля 1973        | 22 января 1979    |
| 2     |                                     | Сэр Джеральд Кристофер Кэш (1917—2003) англ. Gerald Christopher Cash      | 22 января 1979      | 25 июня 1988      |
| 3     |                                     | Сэр Генри Милтон Тейлор (1903—1994) англ. Henry Milton Taylor             | 26 июня 1988        | 1 января 1992     |
| 4     |                                     | Сэр Клиффорд Дарлинг (1922—2011) англ. Clifford Darling                   | 2 января 1992       | 2 января 1995     |
| 5     |                                     | Сэр Орвилл Олтон Тёрнквест (1929—) англ. Orville Alton Turnquest          | 3 января 1995       | 13 ноября 2001    |
| и. о. |                                     | Дама Айви Леона Дюмонт (1930—) англ. Ivy Leona Dumont                     | 13 ноября 2001      | 1 января 2002     |
| 6     | 1 января 2002                       | Дама Айви Леона Дюмонт (1930—) англ. Ivy Leona Dumont                     | 30 ноября 2005      |                   |
| и. о. |                                     | Пол Лоуренс Эддерли (1928—2012) англ. Paul Lawrence Adderley              | 1 декабря 2005      | 1 февраля 2006    |
| 7     |                                     | Артур Дион Ханна (1928—2021) англ. Arthur Dion Hanna                      | 1 февраля 2006      | 14 апреля 2010    |
| 8     |                                     | Сэр Артур Александер Фоулкс (1928—) англ. Arthur Alexander Foulkes        | 14 апреля 2010      | 8 июля 2014       |
| 9     | Флаг Содружества Багамских островов | Дама Маргерит Матильда Пиндлинг (1932—) англ. Marguerite Matilda Pindling | 8 июля 2014         | 28 июня 2019      |
| 10    |                                     | Сэр Корнелиус Элвин Смит (1937—) англ. Cornelius Alvin Smith              | 28 июня 2019        | 31 августа 2023   |
| 11    |                                     | Синтия Александрия Пратт (1945—) англ. Cynthia Alexandria Pratt           | 1 сентября 2023     | действующий       |